# Trauma Studios
La Trauma Studios fu una società statunitense di sviluppo di videogiochi fondata nel 2003. Furono maggiormente conosciuti per la creazione di Desert Combat, la mod di Battlefield 1942 che ha avuto più successo.
Il 1º settembre 2004, Digital Illusions Creative Entertainment acquisì i Trauma Studios. Dopo ciò collaborarono allo sviluppo del videogioco Battlefield 2, il seguito di Battlefield 1942. Il 7 giugno 2005 Digital Illusions annunciò il licenziamento di Trauma Studios .
Nel gennaio 2006, il team di Trauma Studios fu assunto dalla ben conosciuta THQ per creare una nuova società di sviluppo di videogiochi chiamata Kaos Studios. Il loro primo gioco, Frontlines: Fuel of War, è stato pubblicato il 25 febbraio 2008.